# Воз трезор
Воз трезор (енгл. Money Train) амерички је акциони филм из 1995. године.

## Радња
Два полубрата, белац Чарли и црнац Џон, припадници су саобраћајне полиције Њујорка. Делујући на тајном задатку (приказујући пијане путнике подземне железнице), они затварају криминалце „на живи мамац“. Од детињства, старији Џон је покривао Чарлија, који стално упада у невоље. А сада је Чарли изгубио у покеру и испоставило се да мора. Он види један начин да се обрачуна са дуговима - да уговори пљачку. Чарли сазнаје за ред вожње воза метроа, који прикупља приходе од благајне, и одлучује да зграби новац, користећи свој службени положај. Чарли хушка свог брата, али он покушава да га одврати од неразумних поступака. Џон чак позајмљује брату новац да отплати своје дугове, али је украден од Чарлија. Шеф браће, Патерсон, их не воли. Успешно хапшење пиромана под надимком „Бакља“ у метроу не разрешава међусобно непријатељство. Због повезаности са криминалом и недоличним понашањем, браћи се одузимају значке и отпуштају из полиције. Односе између браће компликује чињеница да су обоје заљубљени у колегу - официра Грејс Сантјаго, али она узвраћа само Џону.
Пошто је исцрпео све могућности да дође до новца, Чарли одлучује да сам отме воз и идеја му успева. Џон, знајући за план пљачке, у последњем тренутку стиже до локомотиве метроа и покушава да убеди брата да испусти новац и побегне док постоји прилика. Између њих почиње туча, Џон, као искуснији, обара Чарлија, али овај, глумећи нокаут, удари Џона врећом новца тако да он замало не испадне из врата воза која су се отворила током туче, трчећи на пуном брзином. Чарли, одмах заборављајући све њихове разлике, жури да помогне свом брату. Пошто су успели да одвуку Џона назад у ауто и смирили се, браћа се помире и одлучују да изађу заједно. Они отпуштају кочнице како би спречили даљинско заустављање воза и убрзавају до тачке лома како би пробили челичну барикаду на шинама. Шеф полиције Патерсон је спреман да учини све да врати новац. Наређује да се помахнитали и неконтролисани воз упути на пут којим иде путнички воз, тако да му се воз са новцем залети у реп и стане. Евентуалне жртве међу путницима га не заустављају. Џон одлучује да кочи мотором користећи рикверц. Браћа успевају да скоче из преврнутог воза са новцем у путнички воз и потом се помешају са гомилом путника. По завршетку операције, Грејс Сантјаго задржава Патерсона због прекорачења овлашћења и неоправданог ризиковања људских живота.
На крају, браћа дочекују Нову годину на тргу, а Чарли открива да је успео да понесе велику количину новца из воза, сакривши је испод јакне.

## Улоге
| Глумац        | Улога           |
| ------------- | --------------- |
| Весли Снајпс  | Џон             |
| Вуди Харелсон | Чарли           |
| Џенифер Лопез | Грејс Сантијаго |
| Роберт Блејк  | Доналд Патерсон |
| Крис Купер    | Торч            |
| Џо Грифаси    | Рајли           |
| Скот Соуерс   | господин Браун  |
| Скип Садат    | Ковалски        |

## Зарада
Филм је у САД зарадио 35.431.113 $.